# Boronia busselliana
Boronia busselliana är en vinruteväxtart som beskrevs av Ferdinand von Mueller. Boronia busselliana ingår i släktet Boronia och familjen vinruteväxter. Inga underarter finns listade i Catalogue of Life.